# Начало конца (Ведьмак)
«Начало конца» (англ. The End's Beginning) — первая серия первого сезона телесериала Netflix «Ведьмак», вышедшая на экраны 20 декабря 2019 года. Сценарий, написанный Лорен Шмидт Хиссрик, создан отчасти на основе рассказа Анджея Сапковского «Меньшее зло», входящего в сборник «Последнее желание».

## Название и сюжет
Название первой серии «Ведьмака» стало известно несколько позже, чем у большинства других серий первого сезона. На сайте Гильдии сценаристов США в начале ноября 2019 года появились названия шести из восьми серий, но первой там не было. Только 22 ноября, за четыре недели до премьеры, стало известно, что первая серия будет называться The End’s Beginning, «Начало конца».
Эпизод начинается с поединка Геральта и кикиморы на лесном болоте. Далее сюжетная линия строится на рассказе Анджея Сапковского «Меньшее зло» из сборника «Последнее желание»: в городе Блавикен Геральт встречает чародея Стрегобора и княжну Ренфри по прозвищу Сорокопутка, которая хочет убить Стрегобора. Ведьмаку приходится убить Ренфри, после чего толпа горожан пытается забросать его камнями.
В другой сюжетной линии действие происходит в Цинтре. Столицу этого королевства берёт штурмом армия Нильфгаарда; королева Калантэ, тяжело раненная в битве, бросается вниз из башни, а её внучка и наследница Цирилла бежит из города. Теперь Цирилла должна найти Геральта, который является её «Предназначением».

## В ролях
- Генри Кавилл — Геральт из Ривии
- Фрейя Аллан — Цирилла
- Эймон Фаррен — Кагыр
- Ларс Миккельсен — Стрегобор
- Эмма Эпплтон — Ренфри
- Джоди Мэй — Калантэ
- Адам Леви — Мышовур
- Бьёрн Хлинур Харальдссон — Эйст Турсеах
- Миа Маккенна-Брюс — Марилька
- Мацей Мусял — сир Лазло
- Тоби Бамтефа — сир Данек
- Пакки Ли — Ногорн
- Сонни Эшборн Серкис — Мартин
- Мэтт Девере — лорд Марбери
- Ката Петё — леди Марбери
- Джон Камминс — трактирщик
- Александра Суч — Исадора
- Вероника Варга — цинтрийская аристократка
- Мартин Беренси — Корин
- Дэниел Бёрк — нильфгаардский солдат
- Кристоф Уиддер — нильфгаардский офицер

## Реакция
Обозреватели издания Entertainment Weekly, посмотрев первую серию, сочли её настолько скучной, что не стали смотреть «Ведьмака» дальше и поставили сериалу 0 баллов из 100 возможных. Это испортило рейтинг «Ведьмака» на площадке Metacritic. При этом сцену боя Геральта с Ренфри многие зрители сочли одной из лучших во всём первом сезоне.
Рецензент с интернет-ресурса IGN счёл разумным выбор сценаристами сюжетного материала для первого эпизода. По его мнению, здесь неплохо показаны основные жизненные принципы Геральта и создана отличная отправная точка для эволюции персонажа; глубину повествованию придаёт диалог Геральта с Плотвой. Автор рецензии был впечатлён сценой боя с Ренфри, напомнившей ему скорее схватки на световых мечах в «Звёздных войнах», чем классические средневековые поединки. При этом сцена схватки с кикиморой его разочаровала.
Изображение в эпизоде Цинтры тот же рецензент счёл шаблонным, а сцену битвы с нильфгаардцами — недостаточно острой. Сравнительная хронология двух сюжетных линий осталась для него непрояснённой, а сценарий в целом — слишком прямолинейным.
Обозреватель издания The Escapist счёл игру Генри Кавилла в первой серии «великолепной». Он отметил насыщенность эпизода кровавыми сценами, которая для некоторых зрителей может оказаться чрезмерной, слабость компьютерной графики, заметную в сцене с кикиморой, непрописанность одного из центральных персонажей — Цириллы, которой в первой серии просто нечего делать. «Возможно, это не самая революционная премьера в мире, — констатировал рецензент, — но она сделала то, что должна сделать каждая премьера: мне захотелось посмотреть ещё».
По мнению рецензента сайта The Gamer спецэффекты и хореография боя с кикиморой в первой серии «выглядят великолепно, жестоко и правдоподобно». Об игре Кавилла у обозревателя сложилось неоднозначное мнение: по его словам, актёр слишком похож на «симпатичного мальчика» и слишком старается при этом сыграть одинокого и разочарованного мужчину с хриплым голосом, но потенциал у Кавилла явно есть. Фрейя Аллан показалась рецензенту сильной актрисой, хотя её игра в основном укладывается в архетип бунтующей девочки-подростка. В целом эпизод стал для критика энергичным началом шоу, вполне удовлетворительно показывающим, как начинается целый ряд сюжетных линий, и знакомящим зрителя с Геральтом.